# Арча-Булак
Арча-Булак (кирг. Арча-Булак) — село в Алайском районе Ошской области Кыргызстана. Входит в состав Талды-Сууского айылного аймака.

## География
Село расположено в южной части области, в высокогорной зоне, на правом берегу реки Кызылсу, на расстоянии приблизительно 75 километров (по прямой) к юго-западу от села Гульча, административного центра района.

## Население
Согласно оценочным данным Национального статистического комитета Кыргызской Республики, численность населения села на начало 2023 года составляла 579 человек.
| год     | 2009 | 2014 | 2015 | 2020 | 2021 | 2023 |
| ------- | ---- | ---- | ---- | ---- | ---- | ---- |
| человек | 399  | 813  | 507  | 565  | 585  | 579  |